# Impuls FC
Impuls FC Dilijan (cunoscut și ca SC Erebuni Dilijan) este un club de fotbal din Dilijan, Armenia care evoluează în Prima Ligă. A fost fondat în 2009 de parlamentarul armean Hakob Hakobyan, echipa SC Erebuni Dilijan fuzionând cu Impuls Dilijan (echipă înființată în 1985 și desființată după doi ani).

## Lotul actual
| Nr. |          | Poziție | Jucător               |
| --- | -------- | ------- | --------------------- |
| 1   | Armenia  | P       | Grigor Meliksetyan    |
| 3   | Armenia  | F       | Karen Khachatryan     |
| 5   | Brazilia | M       | Juliano Gimenez       |
| 9   | Armenia  | A       | Gevorg Nranyan        |
| 10  | Armenia  | A       | Vardan Petrosyan      |
| 12  | Armenia  | P       | Mayis Azizyan         |
| 13  | Armenia  | F       | Mikheil Simonyan      |
| 14  | Armenia  | M       | Harutyun Hovhannisyan |
| 15  | Armenia  | M       | Vahagn Ayvazyan       |
| 17  | Armenia  | M       | Zaven Badoyan         |

| Nr. |                 | Poziție | Jucător           |
| --- | --------------- | ------- | ----------------- |
| 18  | Armenia         | M       | Artur Petrosyan   |
| 20  | Armenia         | A       | Arman Minasyan    |
| 21  | Armenia         | M       | Avetik Kirakosyan |
| 22  | Armenia         | M       | Tigran Voskanyan  |
| 26  | Armenia         | M       | Karen Muradyan    |
| 28  | Armenia         | M       | Khoren Veranyan   |
| 25  | Armenia         | A       | Albert Hovakimyan |
| 23  | Armenia         | F       | Hrachya Mikaelyan |
| 19  | Republica Congo | F       | Makosso           |